# Ethiopian-Airlines-Flug 961

Sitzplan

Am 23. November 1996 wurde eine Boeing 767-200ER auf dem Ethiopian-Airlines-Flug 961 entführt und musste infolge von Treibstoffmangel vor der Küste der Komoren im Indischen Ozean notwassern. Die Maschine sollte einen Linienflug von Addis Abeba (Äthiopien) nach Abidjan (Elfenbeinküste) absolvieren. Vor der geplanten Zwischenlandung in Nairobi (Kenia) hatten Entführer das Flugzeug in ihre Gewalt gebracht. Sie verlangten, nach Australien ausgeflogen zu werden, obwohl die Maschine nur einen Bruchteil des dafür nötigen Treibstoffs an Bord hatte. Bei der Notwasserung kamen 125 der 175 Insassen ums Leben.

## Flugzeug
Die Boeing 767-200ER mit der Fabriknummer 23916, Seriennummer 187 und dem Kennzeichen ET-AIZ hatte am 17. September 1987 ihren Erstflug und wurde am 22. Oktober 1987 an Ethiopian Airlines ausgeliefert. Zwischen Mai 1991 und Februar 1992 wurde das Flugzeug an Air Tanzania verleast. Das Flugzeug war mit zwei Pratt & Whitney JT9D Triebwerken ausgestattet und zum Unfallzeitpunkt 9,2 Jahre alt.

## Entführung
Als die Boeing 767 der Ethiopian Airlines an diesem Tag nach rund 20 Minuten Flugzeit in den kenianischen Luftraum einflog, erstürmten drei Männer äthiopischer Herkunft das Cockpit und brachten die Maschine in ihre Gewalt. Die Männer wurden als jung (ca. 24–25 Jahre), unerfahren, psychisch labil und betrunken beschrieben und waren mit einem Feuerlöscher sowie einer kleinen Feueraxt bewaffnet. Sie drohten damit, eine Bombe zu zünden, und erklärten über die Sprechanlage des Flugzeugs, dass sie Gegner der äthiopischen Regierung seien, Asyl suchten und kürzlich aus dem Gefängnis entlassen worden seien. Die Behörden ermittelten später, dass die vermeintliche Bombe eine abgedeckte Spirituosenflasche war. Nach 15 Minuten wurde der First Officer Yonas Merkuria geschlagen und aus dem Cockpit ausgesperrt. Für den Rest der Entführung verblieben zwei der Männer im Cockpit, während sich einer von ihnen davor postierte.
Die Entführer forderten, die Maschine nach Australien zu fliegen. Das Flugzeug hatte aber nur Treibstoff für ein Viertel dieser Strecke. Der Flugkapitän Leul Abate (zum Zeitpunkt der Entführung war er 42 Jahre alt und hatte schon zwei Flugzeugentführungen hinter sich) versuchte, diesen Umstand den Entführern zu erklären, doch sie glaubten ihm nicht. Anstatt die Maschine in Richtung Australien zu steuern, flog der Kapitän weiter entlang der afrikanischen Küste, da eine Notwasserung im offenen Meer die Überlebenschancen drastisch reduziert. Nachdem die Entführer nach einiger Zeit bemerkten, dass immer noch Land zu sehen war, zwangen sie den Kapitän, den Kurs in Richtung Osten zu ändern. Der Kapitän drehte daraufhin ab. Er hielt auf die zwischen Madagaskar und dem afrikanischen Festland gelegenen Komoren zu, ohne dies den Entführern mitzuteilen.

## Notwasserung
Beim Erreichen der Inselgruppe verfügte das Flugzeug nur noch über wenig Kerosin, so dass sich der Kapitän dafür entschied, zunächst Schleifen zu fliegen, um die Möglichkeit einer Landung auf dem Flughafen Moroni offen zu halten. Nach dreieinhalb Stunden Flugzeit fiel das rechte Triebwerk aus. Der Kapitän informierte die Passagiere über den Treibstoffmangel und den Ausfall des ersten Triebwerks. Außerdem wies er an, sich auf eine Notlandung vorzubereiten und die Schwimmwesten anzulegen, sie aber noch nicht aufzublasen.
Kurz danach fiel auch das linke Triebwerk aus, und das Flugzeug ging in einen Gleitflug über. Die Ram-Air-Turbine wurde automatisch aktiviert, um als Notstromerzeuger die wichtigsten Funktionen des Flugzeugs zu versorgen. Um die Maschine auch ohne kraftverstärkende Systeme unter Kontrolle zu halten, kehrte der Kopilot auf seinen Posten zurück.

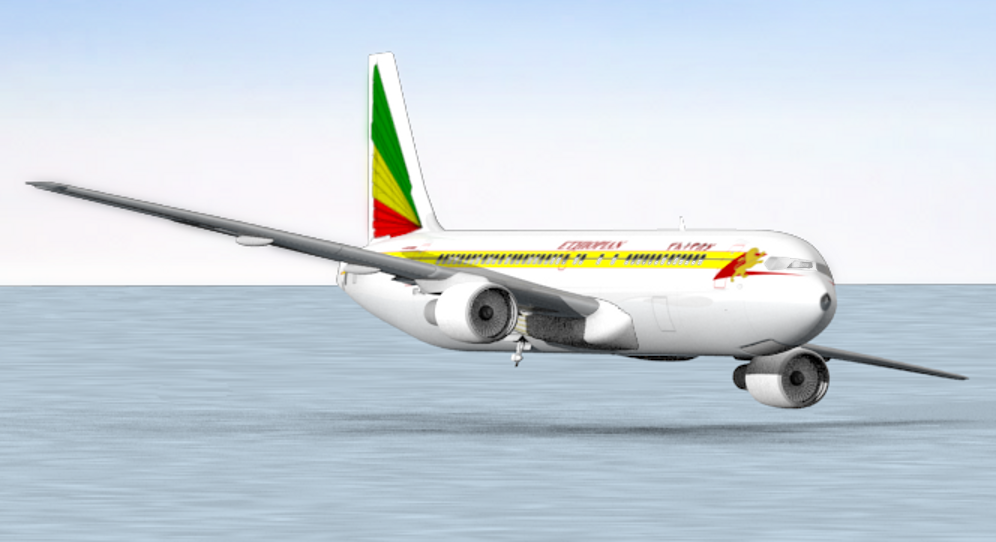
Stilisierte Fluglage kurz vor Berühren der Wasseroberfläche

Ein Kampf mit den Entführern führte dazu, dass der Kapitän die Orientierung verlor und den Flughafen nicht mehr ausmachen konnte. Stattdessen setzte er die Maschine 500 m vor dem Le Galawa Beach, nahe der Hauptstadt Moroni, auf dem Meer auf. Durch den Ausfall der hydraulisch gesteuerten Landeklappen notwasserte die Maschine mit einer Geschwindigkeit von 370 km/h, war also wesentlich schneller als bei einer normalen Landung auf einem Flughafen (240–290 km/h). Zudem geriet das Flugzeug in eine Schräglage, so dass der linke Flügel das Wasser berührte und abgerissen wurde. Durch den Auftrieb der verbliebenen rechten Tragfläche wirkte eine Rotationskraft auf das Flugzeug, die den Rumpf in drei Teile zerbrechen ließ. Anwohner, Touristen und eine Gruppe von Tauchern und französischen Ärzten eilten herbei und leisteten den Überlebenden Erste Hilfe.
Durch den Aufschlag, das Auseinanderbrechen und das darauffolgende schnelle Sinken des Flugzeugs starben 125 der 175 Menschen an Bord, darunter die drei Entführer. Der Kapitän des Fluges, Leul Abate, und sein Kopilot Yonas Merkuria konnten sich schwimmend aus dem Wrack befreien. Viele Opfer starben, da sie ihre Schwimmwesten bereits vor dem Aufprall aufgeblasen hatten und die sinkende Maschine nicht verlassen konnten.
Unter den Getöteten war auch der kenianische Fotograf und Kriegsberichterstatter Mohamed Amin. Franklin Huddle, der damalige US-Generalkonsul von Bombay, und seine Frau überlebten den Absturz.

## Trivia
- Flug ET961 ist vermutlich eine der bekanntesten Flugzeugentführungen, da ein Touristen-Ehepaar die Notwasserung filmte.[3]
- Zwei der Überlebenden schrieben ein Buch über ihre Erlebnisse während und nach der Entführung sowie der Notwasserung.[4]
- Sowohl Kapitän Abate als auch sein Kopilot erhielten Flieger-Auszeichnungen – Abate unter anderem den Professionalism Award of Flight Safety der Flight Safety Foundation, den Conway Safe Skies Award und den International Flight Safety Award. Beide flogen danach weiterhin für Ethiopian Airlines.